# Associació Aramea Americana
Associació Aramea Americana (nom preferit localment) també coneguda com a Unió Siríaca Americana és una organització que reagrupa diverses organitzacions siríaques o aramees dels Estats Units i el Canadà. Junta amb la Unió Siríaca Europea forma la base de l'Aliança Universal Siríaca.